# 生出寿
生出 寿（おいで ひさし、1926年（大正15年）3月13日 - 2006年（平成18年））は、日本の小説家・作家、実業家。大日本帝国海軍軍人（海兵74期、最終階級は海軍少尉）。（株）ことば社 社長。

## 経歴
栃木県宇都宮市出身。栃木県立宇都宮中学校（現：栃木県立宇都宮高等学校）5年生で、1942年12月に海軍兵学校74期に進み、1945年3月に卒業。海軍潜水学校普通科学生（波二百一型潜水艦に乗組予定であった）として、海軍少尉で終戦を迎えた。終戦後東京大学に入学して仏文学科を卒業するが、この間に公職追放を受けた。大学卒業後、アサヒ芸能新聞社（現：徳間書店）に入社し、同社常務取締役を経て、（株）ことば社 社長となった。その一方で日本海軍に関する著書を多く上梓し、文庫再刊もされた。

## 著書
- 『凡将山本五十六』徳間書店
- 『反戦大将井上成美』徳間書店
- 『特攻長官大西瀧治郎』徳間書店
- 『捨身提督小澤治三郎』徳間書店（文庫版タイトル『智将小澤治三郎』）
- 『勇断提督山口多聞』徳間書店（文庫版タイトル『烈将山口多聞』）
- 『帝国海軍軍令部総長の失敗』徳間書店
- 『完全勝利の鉄則東郷平八郎とネルソン提督』徳間書店
- 『ニミッツと山本五十六』徳間書店
- 『海軍人事の失敗の研究太平洋戦争・誤断の開戦と完敗の主因』徳間書店
- 『一筆啓上瀬島中佐殿無反省の特攻美化慰霊祭』徳間書店
- 『勝つ戦略負ける戦略東郷平八郎と山本五十六』徳間書店
- 『真珠湾攻撃総隊長淵田美津雄の戦争と平和』徳間書店
- 『航空作戦参謀源田実』徳間書店
- 『海軍おもしろ話戦前・戦後篇』徳間書店
- 『海軍おもしろ話戦中篇』徳間書店
- 『戦艦大和艦長有賀幸作逆境に強い実戦型指揮官の生涯』徳間書店
- 『米内光政昭和最高の海軍大将』徳間書店
- 『海軍兵学校よもやま物語』光人社
- 『知将秋山真之』光人社
- 『知将児玉源太郎』光人社
- 『作戦参謀辻政信ある敏腕参謀の罪と罰』光人社
- 『戦場の将器木村昌福連合艦隊・名指揮官の生涯』光人社
- 『深謀の名将島村速雄秋山真之を支えた陰の知将の生涯』光人社
- 『海軍の父山本権兵衛日本を救った炯眼なる男の生涯』光人社
- 『元大本営作戦参謀ビジネス戦記陸軍市ヶ谷台の風雲児戦争根絶を計る』光人社
- 『名将秋山好古鬼謀の最前線指揮官の生涯』光人社
- 『ライオン艦長黛治夫ある型破り指揮官の生涯』光人社
- 『勝負と決断海軍士官に見る勇気と明察』光人社
- 『勝つ司令部と負ける司令部』新人物往来社
- 『井上成美のすべて』新人物往来社
- 『海軍ひょうきん物語』ことば社